# Spey
Spey (gelsko: Uisge Spè) je reka, ki teče na severovzhodu Škotske in je druga najdaljša in najhitreje tekoča reka Škotske.
Reka je pomembna tudi za izdelavo škotskega viskija in ribolov, saj na njej lovijo losose.